# Palais Schönborn-Batthyány

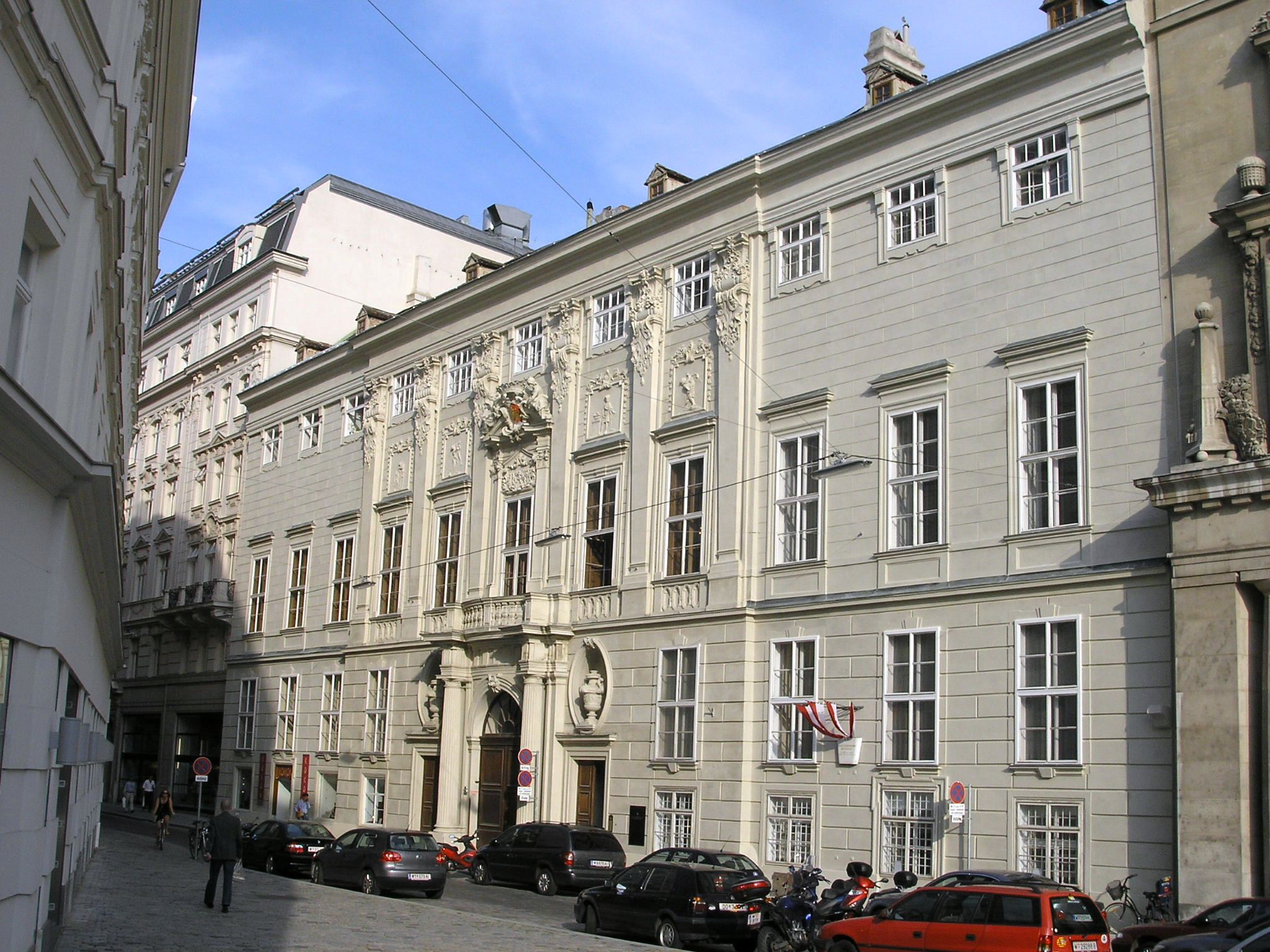
Palais Schönborn-Batthyány

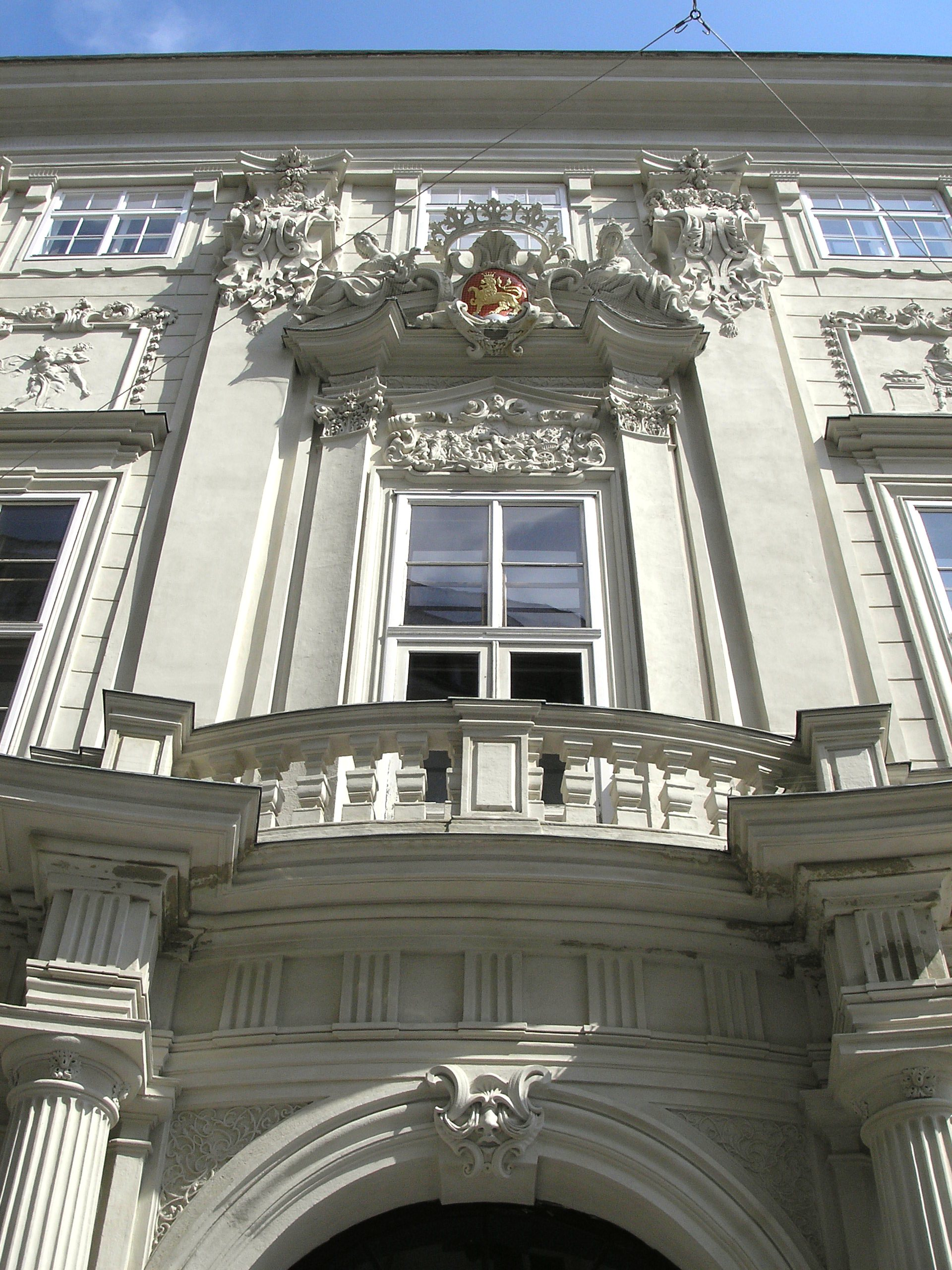
Detail der straßenseitigen Fassade

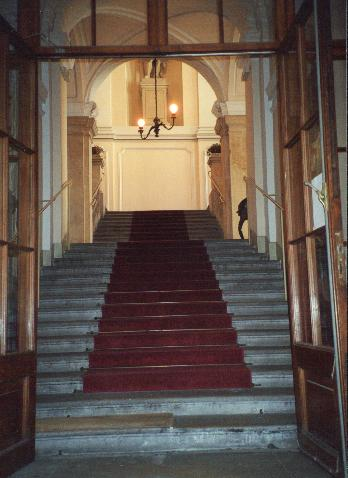
Prunktreppe im Palais Batthyany-Schönborn

Das Palais Schönborn-Batthyány ist ein Barockbauwerk mit teilweiser Rokokoausstattung im 1. Wiener Gemeindebezirk Innere Stadt, Renngasse 4. Es ist in Wien mehrheitlich, aber nicht immer, mit „Palais Schönborn“ gemeint, im Unterschied zum „Gartenpalais Schönborn“ im 8. Bezirk.

## Geschichte
Das heutige Palais geht auf den Ban von Kroatien, Feldmarschall Adam II. Graf Batthyány zurück. Dieser erwarb 1698 das Grundstück samt dem darauf befindlichen Schleglhof, einer Immobilie, die zunächst dem Reichsherold Johann Gasser bzw. der Familie seiner Frau gehört hatte und dann in den Besitz des Michael Graf Sinzendorf übergegangen war.
Nach dem Abriss eines Großteils des Schleglhofs wurde 1699 bis 1706 nach den Plänen von Johann Bernhard Fischer von Erlach das heutige Palais errichtet. Graf Batthyány beauftragte den Wiener Steinmetzmeister Johann Carl Trumler, die Steinmetzarbeiten im Stiegenhaus des Palastes „lauth des Herrn Fischers Abriß“ auszuführen, die Werkstücke aus hartem Stein lieferte Meister Johann Georg Haresleben aus Kaisersteinbruch, der vor allem das Treppenhaus und tragende Architekturteile aus Kaiserstein anfertigte.
Um 1740 ging es in den Besitz von Friedrich Karl von Schönborn über. Unter seiner Regie wurde das Innere des Gebäudes neu gestaltet und mit den Möbeln und Gemälden aus dem Gartenpalais Schönborn in der Alservorstadt, das Schönborn ebenfalls gehörte, ausgestattet. 1801 wurden alle Sammlungen aus dem Sommerpalais hierher übertragen. Unter den Gemälden befand sich u. a. „Die Blendung Simsons“ von Rembrandt. Die wertvolle Bibliothek enthielt an die 18.000 Bände. 1846 kam es zu einer umfangreichen Renovierung. Zu Beginn des 20. Jh. wurde ein Großteil der im Palais befindlichen Kunstschätze verkauft. Im Zweiten Weltkrieg wurde das Palais schwer in Mitleidenschaft gezogen, aber bis 1960 wieder restauriert. Die Rokokodekorationen aus Schönborns Zeit sind in den Repräsentationsräumen des ersten Stockes noch erhalten. Die Fassade ist reich an figuralem Schmuck. Das Gebäude befindet sich nach wie vor im Familienbesitz der österreichischen Schönborn-Linie aus Weyerburg und Göllersdorf, ist jedoch zum Teil vermietet.
Seit 2016 präsentiert die in Wien und New York ansässige Galerie W&K – Wienerroither & Kohlbacher in der Bel Etage zeitgenössische Kunst, gezeigt wurden bereits monografische Ausstellungen von Ross Bleckner, Günter Brus, Kurt Kocherscheidt, Elke Silvia Krystufek, Heinz Mack, Günther Uecker, Max Weiler u. a.